# El elegido (programa de televisión)
El elegido fue un talent show de humor chileno transmitido por el canal de televisión Chilevisión. Fue estrenado el jueves 2 de enero de 2014 en horario prime. Fue presentado por Rafael Araneda.
Constó de cuatro jurados encargados de seleccionar a los humoristas que tienen las capacidades para presentarse en el LV Festival Internacional de la Canción de Viña del Mar.

## Formato
El elegido fue un espacio de humor cuya finalidad era elegir al próximo número humorístico para el Festival de Viña del Mar 2014. A cargo de cada evaluación están el opinólogo Ítalo Passalacqua, el comediante Pedro Ruminot, la opinóloga Francisca Merino y la presentadora de televisión Marcela Vacarezza.

### Jurado
Las actuaciones de los humoristas eran valoradas por un jurado profesional compuesto de cuatro personas. Los componentes del jurado eran:
| Jurado            | Edad    | Famoso/a por...                        |
| ----------------- | ------- | -------------------------------------- |
| Francisca Merino  | 40 años | Actriz y opinóloga                     |
| Ítalo Passalacqua | 63 años | Periodista de espectáculos             |
| Marcela Vacarezza | 43 años | Presentadora de televisión y opinóloga |
| Pedro Ruminot     | 32 años | Comediante y guionista                 |

## Participantes
| Participante                  | Nacionalidad     | Estado                                 |
| ----------------------------- | ---------------- | -------------------------------------- |
| PayaHop                       | Bandera de Chile | Ganadores                              |
| PayaHop                       | Bandera de Chile | Eliminados Capítulo 1 (Batallas)       |
| Rodrigo Vásquez               | Bandera de Chile | Finalista Eliminado                    |
| Claudio Olate                 | Bandera de Chile | Finalista Eliminado                    |
| Johan Pérez                   | Bandera de Chile | Finalista Eliminado                    |
| Los Caluga                    | Bandera de Chile | Finalistas Eliminados                  |
| Millenium Show                | Bandera de Chile | Finalistas Eliminados                  |
| Millenium Show                | Bandera de Chile | Eliminados Capítulo 5 (Decisión Final) |
| Perfecto "Cachencho" Ortega   | Bandera de Chile | Abandona Por motivos de salud          |
| María José Quiroz (Shirley)   | Bandera de Chile | Eliminada Capítulo 4 (Decisión Final)  |
| Los Saborizantes              | Bandera de Chile | Eliminados Capítulo 3 (Decisión Final) |
| Daniel "Cano" Saavedra        | Bandera de Chile | Eliminados Capítulo 3 (Decisión Final) |
| Héctor Escudero               | Bandera de Chile | Eliminados Capítulo 2 (Decisión Final) |
| Pamela Leiva                  | Bandera de Chile | Eliminados Capítulo 2 (Decisión Final) |
| Andro Vukovic                 | Bandera de Chile | Eliminados Capítulo 1 (Decisión Final) |
| Loco Freddy                   | Bandera de Chile | Eliminados Capítulo 1 (Decisión Final) |
| Camilo Huerta                 | Bandera de Chile | Eliminados Capítulo 5 (Batallas)       |
| Juan Vera                     | Bandera de Chile | Eliminados Capítulo 5 (Batallas)       |
| Mauricio Riveros              | Bandera de Chile | Eliminados Capítulo 5 (Batallas)       |
| Los Trotamundos               | Bandera de Chile | Eliminados Capítulo 4 (Batallas)       |
| Risas.com                     | Bandera de Chile | Eliminados Capítulo 4 (Batallas)       |
| Izzy                          | Bandera de Chile | Eliminados Capítulo 4 (Batallas)       |
| Antonia Castillo              | Bandera de Chile | Eliminados Capítulo 3 (Batallas)       |
| Danny Humor                   | Bandera de Chile | Eliminados Capítulo 3 (Batallas)       |
| Sergio "Chico" Ibáñez         | Bandera de Chile | Eliminados Capítulo 3 (Batallas)       |
| Los Trestarudos               | Bandera de Chile | Eliminados Capítulo 2 (Batallas)       |
| Nicolás Bosman                | Bandera de Chile | Eliminados Capítulo 2 (Batallas)       |
| Candy Humor                   | Bandera de Chile | Eliminados Capítulo 2 (Batallas)       |
| Víctor "Chisterete" Fernández | Bandera de Chile | Eliminados Capítulo 1 (Batallas)       |
| Víctor Carvajal               | Bandera de Chile | Eliminados Capítulo 1 (Batallas)       |
| Carlos "Lito Show" Gallardo   | Bandera de Chile | Eliminados Capítulo 5 (Audiciones)     |
| Mari con Tito                 | Bandera de Chile | Eliminados Capítulo 5 (Audiciones)     |
| Paola Arancibia               | Bandera de Chile | Eliminados Capítulo 5 (Audiciones)     |
| Cristián Donoso               | Bandera de Chile | Eliminados Capítulo 5 (Audiciones)     |
| Fernanda Brown                | Bandera de Chile | Eliminados Capítulo 5 (Audiciones)     |
| John Miranda                  | Bandera de Chile | Eliminados Capítulo 4 (Audiciones)     |
| Jo Fuenzalida                 | Bandera de Chile | Eliminados Capítulo 4 (Audiciones)     |
| Nicolás Palma                 | Bandera de Chile | Eliminados Capítulo 4 (Audiciones)     |
| Ulises Oyarzún                | Bandera de Chile | Eliminados Capítulo 4 (Audiciones)     |
| Ignacio Socías                | Bandera de Chile | Eliminados Capítulo 3 (Audiciones)     |
| Drez González                 | Bandera de Chile | Eliminados Capítulo 3 (Audiciones)     |
| Rodrigo Soto "Rissoto"        | Bandera de Chile | Eliminados Capítulo 3 (Audiciones)     |
| Rodolfo "El Rolo" Contreras   | Bandera de Chile | Eliminados Capítulo 3 (Audiciones)     |
| Lucas Espinoza                | Bandera de Chile | Eliminados Capítulo 2 (Audiciones)     |
| Impact Show                   | Bandera de Chile | Eliminados Capítulo 2 (Audiciones)     |
| Daniel Elosúa                 | Bandera de Chile | Eliminados Capítulo 2 (Audiciones)     |
| Verona Lapostol               | Bandera de Chile | Eliminados Capítulo 1 (Audiciones)     |
| Benito Espinoza               | Bandera de Chile | Eliminados Capítulo 1 (Audiciones)     |
| Fernanda Cañas                | Bandera de Chile | Eliminados Capítulo 1 (Audiciones)     |
| León Mujica                   | Bandera de Chile | Eliminados Capítulo 1 (Audiciones)     |

## Programas

### Episodio 1
Jueves 3 de enero
Durante cada episodio, los participantes, se presentan dos veces. La primera presentación consiste en una audición. Más tarde solo algunos son seleccionados para presentarse en el escenario por segunda vez. Finalmente el jurado escoge al humorista que más se destacó en el capítulo para que pase a la gran final del programa.
- Ronda 1: Audiciones

| Participante                  | País             | Resultado    |
| ----------------------------- | ---------------- | ------------ |
| PayaHop                       | Bandera de Chile | Clasificados |
| León Mujica                   | Bandera de Chile | Eliminado    |
| Andro Vukovic                 | Bandera de Chile | Clasificado  |
| Fernanda Cañas                | Bandera de Chile | Eliminada    |
| Benito Espinoza               | Bandera de Chile | Eliminado    |
| Loco Freddy                   | Bandera de Chile | Clasificado  |
| Víctor "Chisterete" Fernández | Bandera de Chile | Clasificado  |
| Víctor Carvajal               | Bandera de Chile | Clasificado  |
| Verona Lapostol               | Bandera de Chile | Eliminada    |
| Perfecto "Cachencho" Ortega   | Bandera de Chile | Clasificado  |

- Ronda 2: Las batallas

| Duelo | Humorista                     | Votación | Votación | Votación | Votación | Resultado   |
| Duelo | Humorista                     | MV       | IP       | FM       | PR       | Resultado   |
| ----- | ----------------------------- | -------- | -------- | -------- | -------- | ----------- |
| 1     | PayaHop                       |          | —        | —        | —        | Eliminados  |
| 1     | Loco Freddy                   | —        |          |          |          | Clasificado |
| 2     | Andro Vukovic                 | —        |          |          |          | Clasificado |
| 2     | Víctor Carvajal               |          | —        | —        | —        | Eliminado   |
| 3     | Perfecto "Cachencho" Ortega   |          |          |          |          | Clasificado |
| 3     | Víctor "Chisterete" Fernández | —        | —        | —        | —        | Eliminado   |

- Ronda 3: Decisión final

| Participante                | País             | Resultado   |
| --------------------------- | ---------------- | ----------- |
| Perfecto "Cachencho" Ortega | Bandera de Chile | Clasificado |
| Loco Freddy                 | Bandera de Chile | Eliminado   |
| Andro Vukovic               | Bandera de Chile | Eliminado   |

### Episodio 2
Jueves 9 de enero
Durante cada episodio, los participantes, se presentan dos veces. La primera presentación consiste en una audición. Más tarde solo algunos son seleccionados para presentarse en el escenario por segunda vez. Finalmente el jurado escoge al humorista que más se destacó en el capítulo para que pase a la gran final del programa.
- Ronda 1: Audiciones

| Participante    | País             | Resultado    |
| --------------- | ---------------- | ------------ |
| Nicolás Bosman  | Bandera de Chile | Clasificado  |
| Candy Humor     | Bandera de Chile | Clasificado  |
| Daniel Elosúa   | Bandera de Chile | Eliminado    |
| Pamela Leiva    | Bandera de Chile | Clasificada  |
| Rodrigo Vásquez | Bandera de Chile | Clasificado  |
| Impact Show     | Bandera de Chile | Eliminados   |
| Lucas Espinoza  | Bandera de Chile | Eliminado    |
| Los Trestarudos | Bandera de Chile | Clasificados |
| Héctor Escudero | Bandera de Chile | Clasificado  |

- Ronda 2: Las batallas

| Duelo | Humorista       | Votación | Votación | Votación | Votación | Resultado   |
| Duelo | Humorista       | MV       | IP       | FM       | PR       | Resultado   |
| ----- | --------------- | -------- | -------- | -------- | -------- | ----------- |
| 1     | Candy Humor     | —        |          | —        | —        | Eliminado   |
| 1     | Pamela Leiva    |          | —        |          |          | Clasificada |
| 2     | Nicolás Bosman  | —        | —        | —        | —        | Eliminado   |
| 2     | Rodrigo Vásquez |          |          |          |          | Clasificado |
| 3     | Los Trestarudos | —        |          | —        | —        | Eliminados  |
| 3     | Héctor Escudero |          | —        |          |          | Clasificado |

- Ronda 3: Decisión final

| Participante    | País             | Resultado   |
| --------------- | ---------------- | ----------- |
| Rodrigo Vásquez | Bandera de Chile | Clasificado |
| Pamela Leiva    | Bandera de Chile | Eliminada   |
| Héctor Escudero | Bandera de Chile | Eliminado   |

### Episodio 3
Jueves 16 de enero
Durante cada episodio, los participantes, se presentan dos veces. La primera presentación consiste en una audición. Más tarde solo algunos son seleccionados para presentarse en el escenario por segunda vez. Finalmente el jurado escoge al humorista que más se destacó en el capítulo para que pase a la gran final del programa.
- Ronda 1: Audiciones

| Participante                | País             | Resultado    |
| --------------------------- | ---------------- | ------------ |
| Claudio Olate               | Bandera de Chile | Clasificado  |
| Rodolfo "El Rolo" Contreras | Bandera de Chile | Eliminado    |
| Sergio "Chico" Ibáñez       | Bandera de Chile | Clasificado  |
| Rodrigo Soto "Rissoto"      | Bandera de Chile | Eliminado    |
| Drez González               | Bandera de Chile | Eliminado    |
| Antonia Castillo            | Bandera de Chile | Clasificada  |
| Danny Humor                 | Bandera de Chile | Clasificado  |
| Ignacio Socías              | Bandera de Chile | Eliminado    |
| Cano Saavedra               | Bandera de Chile | Clasificado  |
| Los Saborizantes            | Bandera de Chile | Clasificados |

- Ronda 2: Las batallas

| Duelo | Humorista              | Votación | Votación | Votación | Votación | Resultado    |
| Duelo | Humorista              | MV       | IP       | FM       | PR       | Resultado    |
| ----- | ---------------------- | -------- | -------- | -------- | -------- | ------------ |
| 1     | Los Saborizantes       |          |          | —        |          | Clasificados |
| 1     | Sergio "Chico" Ibáñez  | —        | —        |          | —        | Eliminados   |
| 2     | Danny Humor            | —        | —        |          | —        | Eliminado    |
| 2     | Daniel "Cano" Saavedra |          |          | —        |          | Clasificado  |
| 3     | Claudio Olate          |          |          |          |          | Clasificado  |
| 3     | Antonia Castillo       | —        | —        | —        | —        | Eliminada    |

- Ronda 3: Decisión final

| Participante           | País             | Resultado   |
| ---------------------- | ---------------- | ----------- |
| Claudio Olate          | Bandera de Chile | Clasificado |
| Daniel "Cano" Saavedra | Bandera de Chile | Eliminado   |
| Los Saborizantes       | Bandera de Chile | Eliminados  |

### Episodio 4
Jueves 23 de enero
Durante cada episodio, los participantes, se presentan dos veces. La primera presentación consiste en una audición. Más tarde solo algunos son seleccionados para presentarse en el escenario por segunda vez. Finalmente el jurado escoge al humorista que más se destacó en el capítulo para que pase a la gran final del programa.
- Ronda 1: Audiciones

| Participante                | País             | Resultado    |
| --------------------------- | ---------------- | ------------ |
| Risas.com                   | Bandera de Chile | Clasificados |
| Izzy                        | Bandera de Chile | Clasificado  |
| Ulises Oyarzún              | Bandera de Chile | Eliminado    |
| María José Quiroz (Shirley) | Bandera de Chile | Clasificada  |
| Johan Pérez                 | Bandera de Chile | Clasificado  |
| Nicolás Palma               | Bandera de Chile | Eliminado    |
| Los Trotamundos             | Bandera de Chile | Clasificados |
| Jo Fuenzalida               | Bandera de Chile | Eliminada    |
| John Miranda                | Bandera de Chile | Eliminado    |

- Ronda 2: Las batallas

| Duelo | Humorista                   | Votación | Votación | Votación | Votación | Resultado   |
| Duelo | Humorista                   | MV       | IP       | FM       | PR       | Resultado   |
| ----- | --------------------------- | -------- | -------- | -------- | -------- | ----------- |
| 1     | Izzy                        | —        | —        | —        | —        | Eliminado   |
| 2     | Risas.com                   | —        | —        | —        | —        | Eliminados  |
| 2     | Johan Pérez                 |          |          |          |          | Clasificado |
| 3     | Los Trotamundos             | —        | —        | —        | —        | Eliminados  |
| 3     | María José Quiroz (Shirley) |          |          |          | —        | Clasificada |

- Ronda 3: Decisión final

| Participante                | País             | Resultado   |
| --------------------------- | ---------------- | ----------- |
| Johan Pérez                 | Bandera de Chile | Clasificado |
| María José Quiroz (Shirley) | Bandera de Chile | Eliminada   |

### Episodio 5
Jueves 30 de enero
Durante cada episodio, los participantes, se presentan dos veces. La primera presentación consiste en una audición. Más tarde solo algunos son seleccionados para presentarse en el escenario por segunda vez. Finalmente el jurado escoge al humorista que más se destacó en el capítulo para que pase a la gran final del programa.
- Ronda 1: Audiciones

| Participante                | País             | Resultado    |
| --------------------------- | ---------------- | ------------ |
| Juan Vera                   | Bandera de Chile | Clasificado  |
| Mauricio Riveros            | Bandera de Chile | Clasificado  |
| Los Caluga                  | Bandera de Chile | Clasificados |
| Fernanda Brown              | Bandera de Chile | Eliminada    |
| Cristián Donoso             | Bandera de Chile | Eliminado    |
| Paola Arancibia             | Bandera de Chile | Eliminada    |
| Millenium Show              | Bandera de Chile | Clasificados |
| Mari con Tito               | Bandera de Chile | Eliminados   |
| Camilo Huerta               | Bandera de Chile | Clasificado  |
| Carlos "Lito Show" Gallardo | Bandera de Chile | Eliminado    |

- Ronda 2: Las batallas

| Duelo | Humorista        | Votación | Votación | Votación | Votación | Resultado    |
| Duelo | Humorista        | MV       | IP       | FM       | PR       | Resultado    |
| ----- | ---------------- | -------- | -------- | -------- | -------- | ------------ |
| 1     | Mauricio Riveros | —        | —        | —        | —        | Eliminado    |
| 2     | Juan Vera        | —        | —        | —        | —        | Eliminado    |
| 2     | Millenium Show   |          |          |          |          | Clasificados |
| 3     | Camilo Huerta    | —        | —        |          |          | Eliminados   |
| 3     | Los Caluga       |          |          | —        | —        | Clasificados |

- Ronda 3: Decisión final

| Participante   | País             | Resultado    |
| -------------- | ---------------- | ------------ |
| Millenium Show | Bandera de Chile | Eliminados   |
| Los Caluga     | Bandera de Chile | Clasificados |

### Episodio 6
Jueves 6 de febrero: Repechaje
Durante este capítulo, los humoristas que no fueron seleccionados para la final durante las audiciones, tienen una nueva oportunidad. Una vez más, el jurado, elige a dos nuevos clasificados. Los participantes clasificados a la gran final fueron: Millenium Show y PayaHop.

### Episodio 7
Jueves 13 de febrero: Final
Durante la final de la primera temporada de El elegido, los humoristas: Cachencho, Rodrigo Vásquez, Claudio Olate, Johan Pérez, Los Caluga, Millenium Show, PayaHop, fueron los participantes que se presentaron en el escenario para convertirse en el ganador de El elegido.
| N.º | Nombre de competidor | Resultado  |
| --- | -------------------- | ---------- |
| 1   | PayaHop              | Ganadores  |
| 2   | Johan Pérez          | Eliminado  |
| 3   | Millenium Show       | Eliminados |
| 4   | Los Caluga           | Eliminados |
| 5   | Claudio Olate        | Eliminado  |
| 6   | Rodrigo Vásquez      | Eliminado  |
| 7   | Cachencho            | Abandona   |

## Audiencia
|  | 1 | Primera fase: audiciones I   | 2 de enero de 2014    | 9,6  | —      | [ 6 ]  |
|  | 2 | Primera fase: audiciones II  | 9 de enero de 2014    | —    | —      | [ 7 ]  |
|  | 3 | Primera fase: audiciones III | 16 de enero de 2014   | —    | —      | [ 8 ]  |
|  | 4 | Primera fase: audiciones IV  | 23 de enero de 2014   | —    | —      | [ 9 ]  |
|  | 5 | Primera fase: audiciones V   | 30 de enero de 2014   | —    | —      | [ 10 ] |
|  | 6 | Segunda fase: repechaje I    | 6 de febrero de 2014  | 9,3  | Décimo | [ 11 ] |
|  | 7 | Tercera fase: final          | 13 de febrero de 2014 | 11,5 | Sexto  | [ 12 ] |

     Emisión del programa más vista.
     Emisión del programa menos vista.